# グレート・アメリカン・ボール・パーク
グレート・アメリカン・ボール・パーク（Great American Ball Park）は、アメリカのオハイオ州シンシナティにある野球場。MLBシンシナティ・レッズの本拠地であり、2003年に開場した。

## 概要
同球団とNFLシンシナティ・ベンガルズはリバーフロント・スタジアムを共用の本拠地としていたが、それぞれの専用新球場の建設を要望。両チームは「老朽化した上に兼用球場では客が呼び込めない。小さいマーケットでは致命的ダメージになる」と考えていた。
1996年3月に住民投票が行われ、シンシナティ市が両新球場の建設に公金を投入することが承認された。これにより、シンシナティ市民に特別消費税が課されることとなった。1998年11月に行われた住民投票では、いくつかの球場建設プランの中からオハイオ川沿岸に建設する案が選ばれた。2000年10月4日に工事を開始。ネーミングライツはグレート・アメリカン・インシュランス社が30年7500万ドルで買い取った。
白い鉄骨や照明灯の形状など、同州のクリーブランド・ガーディアンズの本拠地・プログレッシブ・フィールドに似ている箇所が見受けられる。

## フィールドの特徴
- 前本拠地リバーフロント・スタジアムに比べ、かなりコンパクトに造られている。
  - ファウルゾーンも狭く、右中間と左中間それぞれの膨らみもないため、本塁打が出やすくなっている。
- 他球場よりも内野の芝が長く、ゴロを打たせることに有利。
- オハイオ川沿いに建てられている。

## 設備、アトラクション、演出
- ザ・ギャップ：本塁と三塁の中間の位置で内野スタンドが分断されている。ここを境にスタンドの構造が変わり、三塁側が3層、一塁側が2層＋中2階（スイート席）になっている。
- 煙突：右中間スタンドに2本の煙突が設置されており、レッズの選手がホームランを打ったときなどに花火が打ち上げられる。2015年5月15日の試合中に右側の煙突でぼや騒ぎがあり、消防隊が鎮火する一幕があった[1][2]。
- 旧球場跡地に隣接し、球団博物館を併設[3]。

## 主要な出来事
- 2003年3月28日：インディアンスとのオープン戦で開場。
- 2003年3月31日：パイレーツ戦で公式戦初開催（レッズ 7 - 10 パイレーツ）。ブッシュ元大統領が始球式を行った。
- 2003年4月4日：カブスのサミー・ソーサが通算500本塁打を達成した。中南米出身選手では大リーグ史上初。
- 2006年4月3日：カブスとの開幕戦（レッズ 7 - 16 カブス）。ブッシュ大統領が始球式を行い、親子2代で始球式を務めたこととなった。
- 2010年10月10日：フィリーズとのディビジョンシリーズ第3戦（レッズ 0 - 2 フィリーズ）。球場初となるポストシーズンの試合で、観客動員数は球場史上最多の44,599人を記録したが、この試合に敗れてレッズは3連敗（0勝3敗）となりシリーズ敗退。
- 2012年10月：ジャイアンツとのディビジョンシリーズ。先に相手の本拠地AT&Tパークで2連勝して本拠地に戻ってきたレッズだったが、まさかの3連敗でシリーズ敗退。
- 2013年7月2日：レッズのホーマー・ベイリーが球場初のノーヒットノーランを達成（レッズ 3 - 0 ジャイアンツ）。ベイリー自身はキャリア2度目のノーヒッターゲーム[4]。
- 2015年7月14日：第86回MLBオールスターゲーム開催（ナ・リーグ 3 - 6 ア・リーグ）[5]。前日に行なわれたホームラン競争では、レッズのトッド・フレイジャーが優勝。オールスター会場を本拠とするチームの選手としては1990年のライン・サンドバーグ（カブス）以来、史上2人目[6]。
- 2016年8月24日：テキサス・レンジャーズのダルビッシュ有が、グレート・アメリカン・ボール・パークにおけるテキサスレンジャーズの投手として最長飛距離（410フィート）のホームランを放った。[7]

## ギャラリー

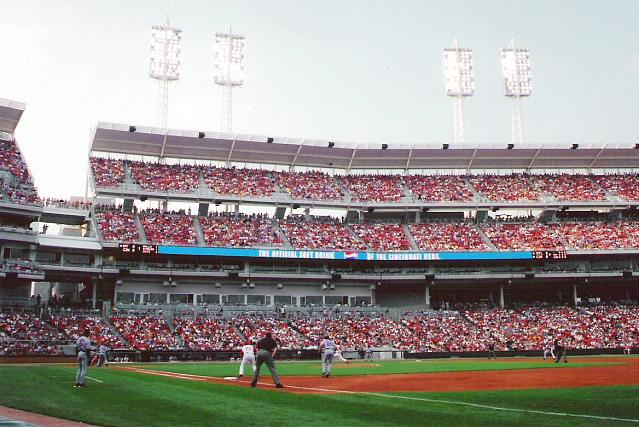
ザ・ギャップ
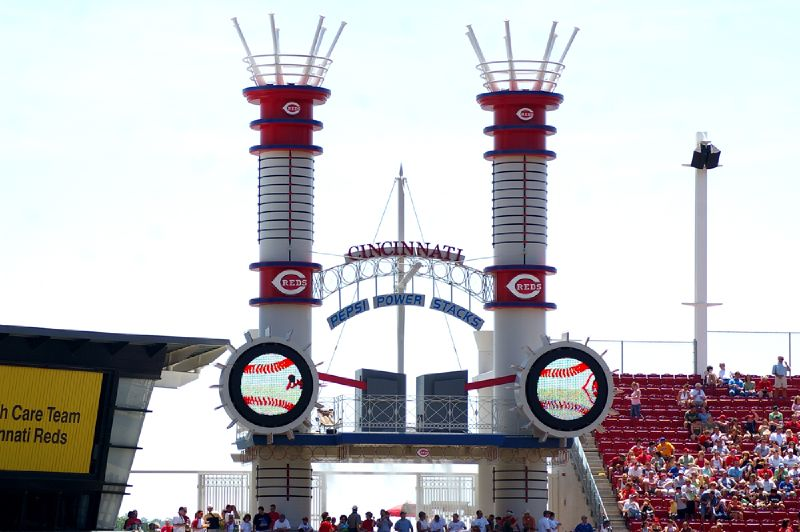
煙突
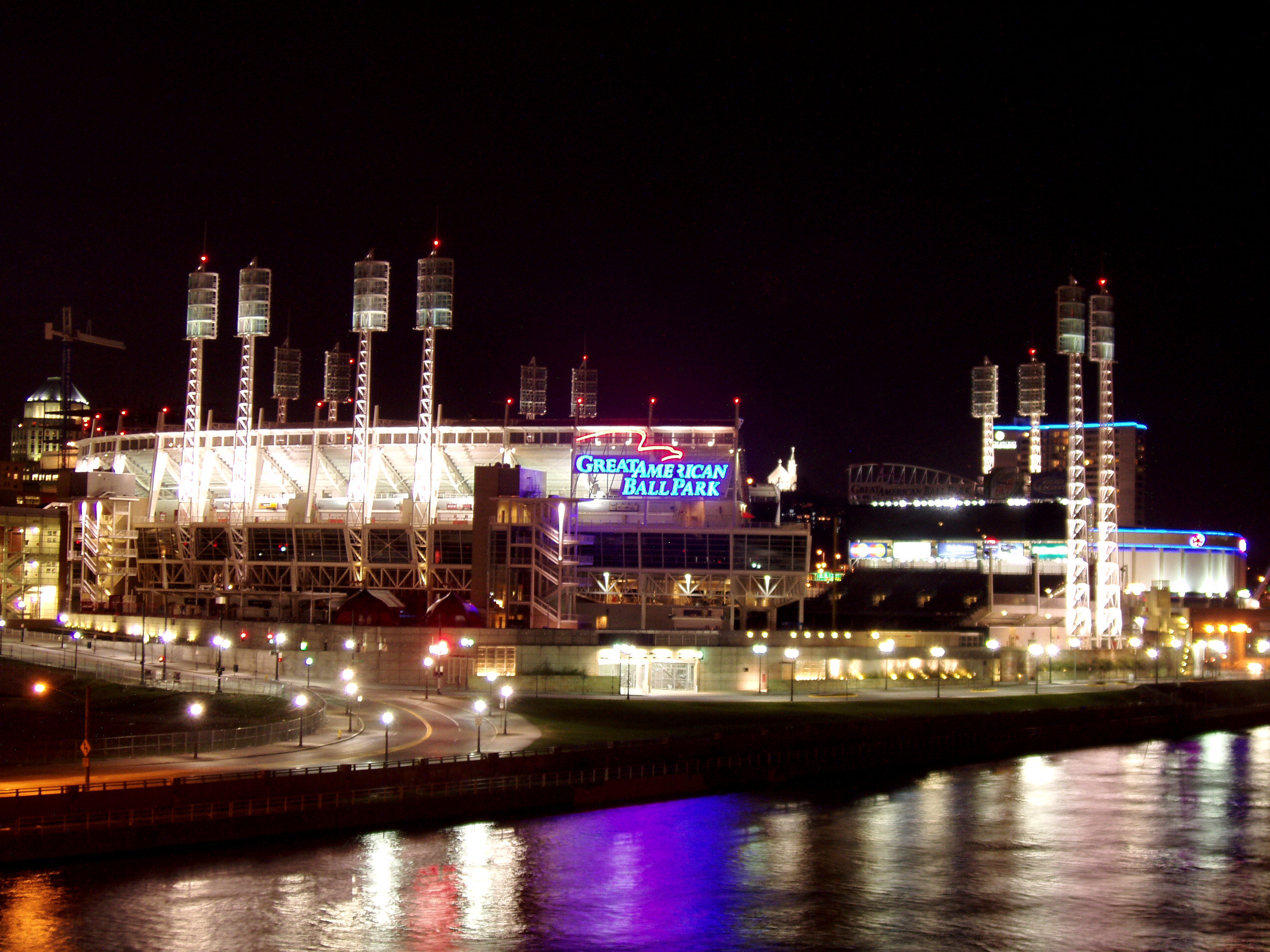
球場ライトアップ